# ОШ „Дубрава” Књажевац
ОШ „Дубрава” у Књажевцу је једна од установа основног образовања на територији општине Књажевац, као најмлађа школа у Књажевцу и у читавој Тимочкој крајини.
Почела је са радом 1. септембра 1993. године. Зграда матичне школе се налази у приградском насељу Дубрава, по којем је и названа и у којем је једина установа образовно-васпитног карактера од ширег културног значаја. Под њеним окриљем су данас као издвојена одељења, а некадашње самосталне осморазредне школе „Владимир Живковић – Витко” у Минићеву и „Властимир Николић – Мирко Мали” у Кални, основане још у 19. веку (1843. године основана је школа у Минићеву, а 1887. године школа у Кални). Поред њих ту су и издвојена одељења у Доњем Зуничу и Горњем Зуничу.